# Dairoides seafdeci
Dairoides seafdeci is een krabbensoort uit de familie van de Dairoididae. De wetenschappelijke naam van de soort is voor het eerst geldig gepubliceerd in 1991 door Takeda & Ananpongsuk.